# Edward W. Townsend

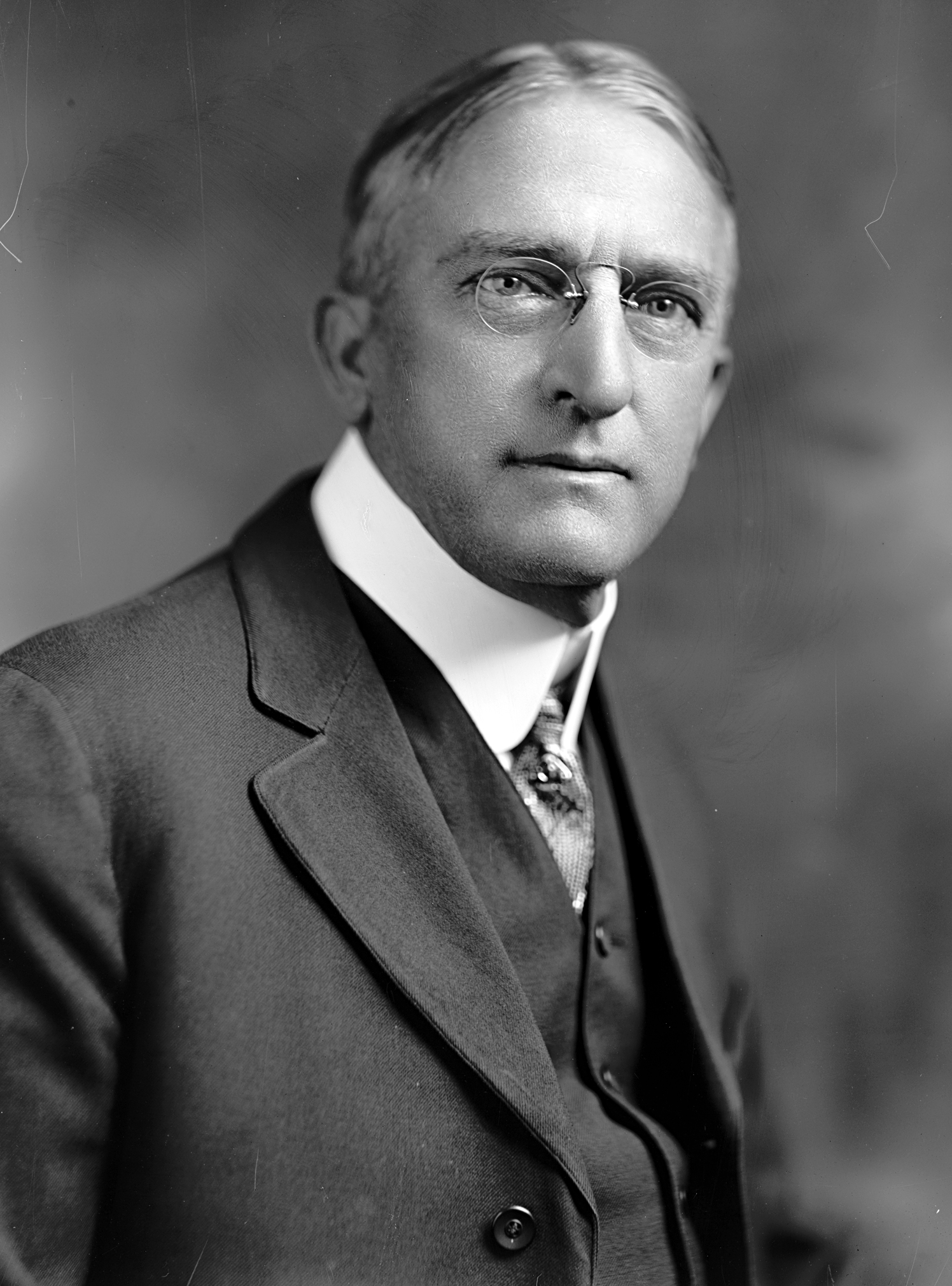
Edward W. Townsend

Edward Waterman Townsend (* 10. Februar 1855 in Cleveland, Ohio; † 15. März 1942 in New York City) war ein US-amerikanischer Politiker. Zwischen 1911 und 1915 vertrat er den Bundesstaat New Jersey im US-Repräsentantenhaus.

## Werdegang
Edward Townsend besuchte sowohl öffentliche als auch private Schulen in seiner Heimat. Im Jahr 1875 zog er nach San Francisco in Kalifornien, wo er im Pressewesen arbeitete und literarisch tätig wurde. Ab dem Jahr 1893 setzte er diese Tätigkeiten in New York fort. Seit dem Jahr 1900 lebte er in Montclair (New Jersey). Townsend verfasste damals Novellen, Theaterstücke, Kurzgeschichten und sogar eine Abhandlung über die Verfassung der Vereinigten Staaten. Politisch war er Mitglied der Demokratischen Partei.
Bei den Kongresswahlen des Jahres 1910 wurde Townsend im siebten Wahlbezirk von New Jersey in das US-Repräsentantenhaus in Washington, D.C. gewählt, wo er am 4. März 1911 die Nachfolge von Richard W. Parker antrat. Nach einer Wiederwahl konnte er bis zum 3. März 1915 zwei Legislaturperioden im Kongress absolvieren. Seit 1913 vertrat er als Nachfolger von James A. Hamill den zehnten Distrikt seines Staates. Während seiner Zeit als Kongressabgeordneter wurden der 16. und der 17. Verfassungszusatz ratifiziert. Im Jahr 1914 wurde Townsend nicht wiedergewählt.
Zwischen 1915 und 1923 fungierte er als Posthalter in Montclair. Im Jahr 1924 zog er wieder nach New York, wo er wiederum im Zeitungsgeschäft und als Literat tätig war. Townsend wurde 1914 auch Mitglied des National Institute of Arts and Letters. Er starb am 15. März 1942 in New York und wurde auf dem Forest Hill Cemetery in Utica beigesetzt.